# 电路

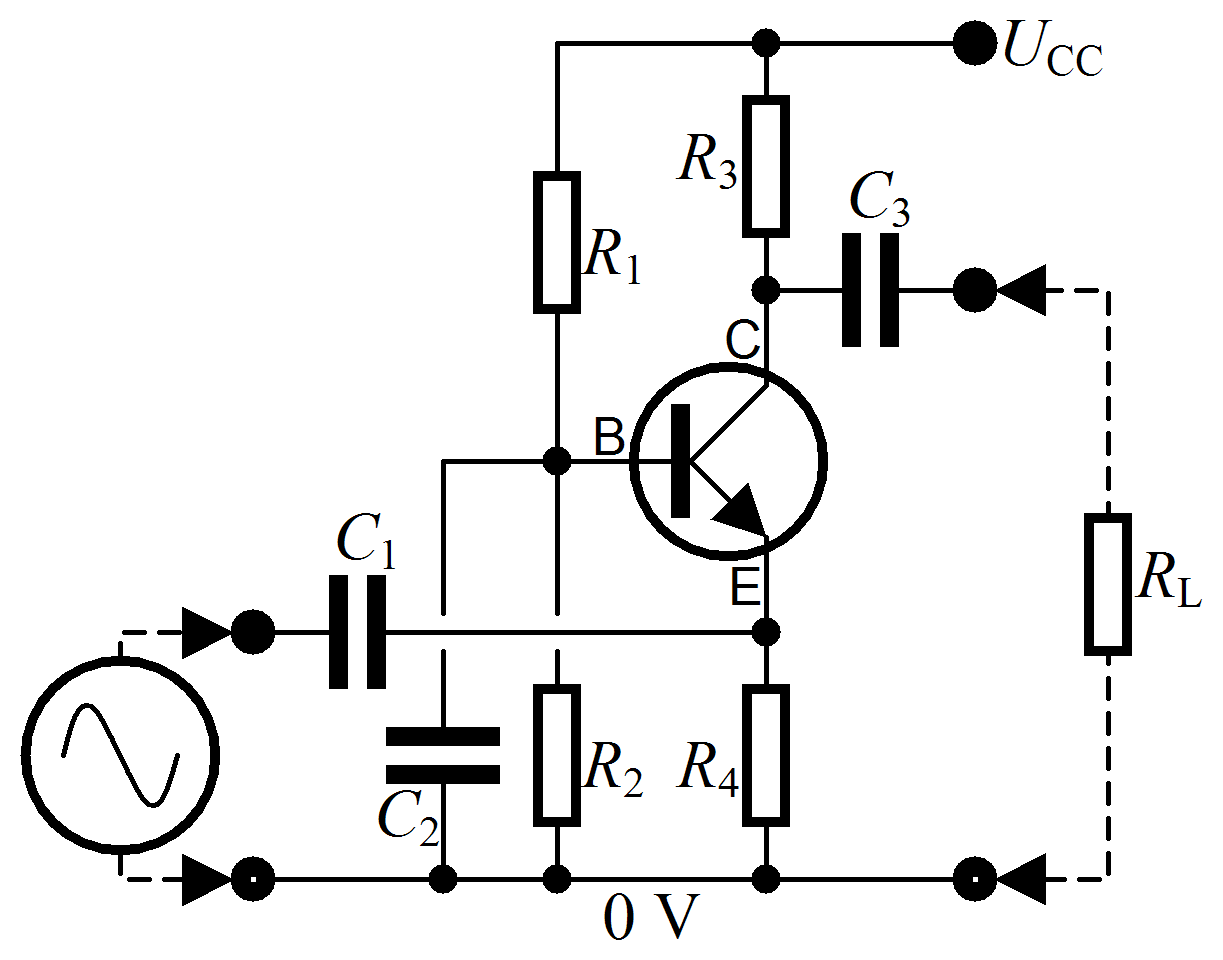
電路圖可表示出類比電路，圖為簡單放大器

由電壓源與電阻器構成的簡單電路。應用歐姆定律，

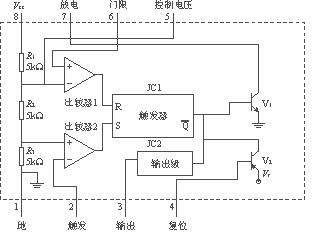
典型電路之一，“555定时器”的內部電路圖

电路（electrical circuit）也称电力线路、電氣迴路、迴路，是由闭合回路组成的网络，为电流提供返回路径；电路一般是以导线将电路元件用特定方式联结而组成，且至少须有一个封闭路径。
电网络（electrical network）也称电气网络，也可簡稱电网 ，是类似的术语，指的是电子元件按一定方式互连或这种互连的模型，为电荷流通提供了路径的總體。例如：電源、电阻、电容、电感、二极管、電晶體、集成電路和电键等构成的网络，负电荷可以在其中运动。电路的規模可以相差很大，小到硅片上的集成电路，大到高低壓输电网。
電路由电源、负载和中间环节三个基本部分组成：“电源”是产生电能的设备；“负载”是取用电能转化为机械能、光能、热能等的设备；变压器和输电线是连接电源和负载的“中间环节”，起传输和分配电能的作用。
電路學（electric circuits，circuitry）則是以克希荷夫定律（Kirchhoff's circuit law）為基礎，探討電子元件之「電壓」與「電流」關係；或是探討放大，雜音的關係。工程師利用電子元件來設計「電子電路」，並產生電路圖來表現，以實現所需的功能。電路學的應用範圍涵蓋了： 被動元件（電阻、電容、電感、憶阻器）、主動元件（真空管、二極管、晶體管、運算放大器）、類比電路、數位電路、計算機等等。

## 術語定義
幾個元件通過導線互相連接，形成「電網」，也可以稱為「網路」。更特定地，「電路」則是可以形成閉合迴路的網路。「支路」是電網的一部分，每一個元件都有它獨屬的支路。任意兩條或多條支路的相交點，稱為「節點」。
激励：电源或信号源向电路中输入的电压和电流。
响应：由激励在电路各部分引起的输出的电压和电流被称为响应，也叫记忆函数。除了激励，电路内部的初始状态也可以引起响应。

## 電路元件的聯結方式
- 串聯電路：即有加電源的單一迴路。其電源一端接一元件的頭，此元件的尾在接另一元件的頭，如此形成單一閉合電路。
- 並聯電路：電路中將兩個或兩個以上的元件之一端相接於一處，另一端亦均接於另一處，此種接法稱為並聯。

## 電路屬性

### 介電屬性
電路屬性英文為 electrical properties，與電介質相關或相似的屬性，像是空氣、陶瓷或蠟等物質，可作為絕緣體以維持電場的作用。

### 導電性
導電性英文為 electrical conductivity，電流能夠通過材質的輕易程度。

### 電阻率
電阻率英文為 resistivity，抵抗的力量或屬性，特別指導電性的相反。

## 電路種類

### 電子電路
根据所处理信号的不同，电子电路可以分为模拟电路和數位電路。

#### 模拟电路
- 自然界產生的連續性物理自然量，將連續性物理自然量轉換為連續性電信號，運算連續性電信號的電路即稱為類比電路。

- 模拟电路对電信号的連續性电壓、电流进行处理。

最典型的模拟电路应用包括：放大电路、振盪电路、线性运算电路（加法、减法、乘法、除法、微分和积分电路）。運算連續性電信號。

#### 数字电路
數位電路又名邏輯電路，是一種將連續性的電訊號，轉換為不連續性定量電信號，並運算不連續性定量電信號的電路。数字电路中， 信号大小為不連續並定量化的電壓状态。多数采用布林代數逻辑電路对定量後信号进行处理。典型数字电路有，正反器、暫存器、加法器、减法器等，來運算不連續性定量電信號。

### 積體電路
- 積體電路亦稱為IC。
- 運用積體電路設計程式（IC設計），將一般電路設計到半導體材料裡的半導體電路（一般為矽片），稱為積體電路。
- 利用半導體技術製造出積體電路。

## 電路定律
所有的电路都遵循一些基本电路定律。
- ：流入一个节点的电流总和，等于流出节点的电流总和。
- ：环路电压的总和为零。
- 欧姆定律：线性元件（如电阻）两端的电压，等于元件的阻值和流过元件的电流的乘积。

以下两条定理仅适用于线性电路
- 诺顿定理：任何由独立源，线性受控源与线性元件构成的两端网络，总可以等效为一个理想电流源与一个电阻的并联网络。
- 戴维宁定理：任何由独立源，线性受控源与线性元件构成的两端网络，总可以等效为一个理想电压源与一个电阻的串联网络。

分析包含非线性器件的电路，则需要一些更复杂的定律。实际电路设计中，电路分析更多的通过计算机分析模擬来完成。

## 電路功率
- 所有的電路在工作時，每一個元件或線路都會有能量的工作運用，即電能運用，而所有電路裡的電能工作運用即稱為電路功率。
- 電路或電路元件的功率定義為：功率=電壓*電流（P=I*V）。
- 自然界裡能量不會消滅，固有一定律能量不滅定律。
- 電路總功率=電路功率+各電路元件功率。例如：電源（I*V）=電路（I*V）+ 各元件（I*V）.
- 在電路中的能量有時會變為熱能或輻射能等其他能量到空氣中，這就是電路或電路元件會發熱的原因，不會全部形成電能於電路中，根據能量不滅總能量=電能+熱能+輻射能+其他能量。

## 概括種類
- 電源電路：產生各種電子電路的所需求電源、如:電池、直流電、交流電、降電壓電路、升電壓電路。
- 電子電路亦稱電氣迴路。
- 保護電路：ESD、EMC、EMI。

## 頻率種類
- 基頻電路，基頻，低頻率，使用基頻元件。
- 高頻電路，高頻，高頻率，使用高頻元件。
- 基頻、高頻混合電路

## 電路元件種類
- 被動元件：如電阻、電容、電感、二極體等，有分基頻被動元件、高頻被動元件。
- 主動元件：如電晶體、微處理器，IC等有分基頻主動元件、高頻主動元件。

## 用途種類
- 微處理器電路：亦稱微控制器電路，形成計算機、遊戲機、印表機、投影機、(播放器影、音)、監視器、各式各樣家電、滑鼠、鍵盤、觸控等。
- 電腦電路：為微處理器電路進階電路，形成桌上型電腦、筆記型電腦、掌上型電腦、工業電腦等各种電腦。
- 通訊電路：形成電話、手機、對講機、有線網路、有線傳送、無線網路、無線傳送、光通訊、紅外線、光纖、微波通訊、衛星通訊等。
- 顯示器電路：形成螢幕、電視、儀表、平面顯示器等各類顯示器。
- 光電電路：如太陽能、電子顯微鏡、電子望遠鏡、相機、攝影機等各類電路。
- 電機電路：常運用於大電源設備、如電力設備、運輸設備、醫療設備、工業設備等。

## 電路拓樸
- 電路是由各式光、電、磁零件，操控信號組合而成。
- 設計各種電路的架構，為電路的拓樸。
- 一般電路設計至積體元件（IC）即為IC電路拓樸。